# Thomas Midgley
Thomas Midgley (ur. 18 maja 1889 w Beaver Falls, zm. 2 listopada 1944 w Worthington) – amerykański inżynier mechanik, chemik samouk i wynalazca.
Opracował związki przeciwstukowe dodawane do benzyny – m.in. tetraetyloołów i opatentował ponad sto wynalazków. W 1930 roku pracując dla General Motors odkrył dichlorodifluorometan (oznaczany CFC-12), któremu nadał nazwę freon. Związek ten okazał się bardzo przydatny jako płyn roboczy w pompach cieplnych i lodówkach. Zastąpił inne wcześniej używane w tych urządzeniach substancje, które były trujące lub wybuchowe. CFC był także używany jako gaz nośny w aerozolowych kosmetykach. W 1937 roku za to odkrycie Midgley otrzymał Medal Perkina.
Zdaniem J.R. McNeila Midgley „miał większy wpływ na atmosferę ziemską niż jakikolwiek inny pojedynczy organizm w historii życia na Ziemi”.

## Życiorys
Thomas Midgley urodził się 18 maja 1889 w Beaver Falls w Pensylwanii, w rodzinie wynalazcy, specjalizującego się w doskonaleniu opon samochodowych. Następnie rodzina Midgleyów przeniosła się do Trenton (w stanie New Jersey), a w 1895 do Columbus (w stanie Ohio), gdzie Midgley uczęszczał do szkoły podstawowej i średniej. Od 1905 kontynuował edukację w Betts Academy w Stamford (w stanie Connecticut). Następnie studiował inżynierię mechaniczną na Cornell University – studia ukończył w 1911.
Po skończeniu studiów wrócił do Ohio, gdzie rozpoczął pracę w National Car Register Company, skąd po roku przeszedł do przedsiębiorstwa ojca, produkującego i sprzedającego opony samochodowe. Kiedy przedsiębiorstwo upadło w 1916, Midgley zaczął pracować dla wynalazcy Karola Ketteringa w Dayton Engineering Laboratories Company (DELCO).

### Środki przeciwstukowe
Pierwszym zadaniem Midgleya było wyeliminowanie efektu stukowego podczas spalania w silniku o spalaniu wewnętrznym. Efekt występował zarówno w silnikach samochodowych, jak i samolotowych wtedy, kiedy tłoki pracowały u szczytu wydajności. W przypadku samochodu jazda pod górę powodowała wówczas obluzowywanie się zaworów, stukanie głowic cylindrów, wibracje skrzyni biegów i nagłą utratę mocy silnika – długotrwale stukanie prowadziło do zniszczenia silnika. Przy pomocy prymitywnego aparatu fotograficznego własnej konstrukcji Midgley stwierdził, że część paliwa ulega wczesnej eksplozji, która manifestuje się charakterystycznym stuknięciem. Midgley obalił tym samym ówczesne przekonanie, że za stukot odpowiedzialny jest silnik. Badania Midgleya finansowało przedsiębiorstwo General Motors.
Zainspirowany teorią Ketteringa o dodaniu czerwonej farby, która jakoby miała przyspieszać absorpcję ciepła, dodał do paliwa jodyny – efekt stukowy nie wystąpił. Jednak jodyna była zbyt drogim dodatkiem, by zastosować ją na wielką skalę. Oprócz jodyny, efekt stukowy ustępował po dodaniu aniliny czy mieszanek selenu z tellurem – te jednak wydzielały tak nieprzyjemne zapachy, że niemożliwe było ich masowe zastosowanie.
Po zapoznaniu się z nowym układem pierwiastków opracowanym przez Nielsa Bohra, który lepiej ukazywał zdolności pierwiastków do tworzenia wiązań chemicznych, Midgley przewidział – na bazie dotychczasowych eksperymentów – że najlepszym środkiem przeciwstukowym będą związki pierwiastków ciężkich, na przykład ołowiu – takie jak tetraetyloołów. W grudniu 1921 roku, asystent Midgleya, chemik Carroll Hochwalt, wyprodukował tetraetyloołów w warunkach laboratoryjnych – a po jego dodaniu do paliwa efekt stukowy ustał natychmiast. Efektem ubocznym tetraetyloołowiu było czopowanie świec zapłonowych i układu rozrządu – Midgley odkrył, że problem ten rozwiązuje dodanie bromu. Midgley opracował również metodę pozyskiwania bromu z wody morskiej. Pracując w bezpośrednim kontakcie z tetraetyloołowiem Midgley nabawił się ołowicy, przez co musiał wycofać się na jakiś czas z życia zawodowego.

### Synteza freonu
Poważnym problemem ówczesnych chłodziarek było użycie łatwopalnych i toksycznych płynów chłodniczych, np. amoniaku, butanu, dwutlenku siarki czy chlorometanu, co uniemożliwiało masową sprzedaż lodówek konsumentom prywatnym. W 1928 Kettering zlecił Midgleyowi rozwiązanie tego problemu. W poszukiwaniu idealnego środka chłodniczego Midgley rozpoczął testy ze związkami węgla, azotu, tlenu, wodoru, fluoru, chloru i bromu. Jednym z otrzymanych związków był pierwszy freon dichlorodifluorometan (oznaczany CFC-12) – wydający się być idealnym środkiem chłodniczym, aż do odkrycia jego wpływu na proces powstawania dziury ozonowej.

### Członkostwa i odznaczenia
W 1923, za prace nad środkami przeciwstukowymi, Midgley otrzymał Medal Nicholsa. Był aktywnym członkiem Amercian Chemical Society (ACS), którego przewodniczącym został w 1944. W 1937 za odkrycie freonu otrzymał Medal Perkina. W 1941 przyznano mu Medal Priestleya.

### Choroba i śmierć
W 1940 u Midgleya zdiagnozowano chorobę Heinego-Medina. Midgley, sparaliżowany od pasa w dół, zaprojektował system podwieszek umożliwiający mu samodzielne siadanie i siedzenie. Zaplątany w sznury podwieszek, Midgley został znaleziony martwy 2 listopada 1944 – nie jest do końca wiadomo czy Midgley popełnił samobójstwo, czy śmierć jego nastąpiła wskutek nieszczęśliwego wypadku.